# Ethan Jolley
Ethan Terence Jolley (sinh ngày 29 tháng 3 năm 1997) là một cầu thủ bóng đá chuyên nghiệp người Gibraltar hiện tại đang thi đấu ở vị trí hậu vệ cho câu lạc bộ St Joseph's và Đội tuyển bóng đá quốc gia Gibraltar. Anh là anh họ của cầu thủ đội tuyển quốc gia Tjay De Barr.

## Sự nghiệp thi đấu quốc tế
Jolley ra mắt quốc tế cho Gibraltar vào ngày 26 tháng 3 năm 2019, khi vào sân thay cho Tjay De Barr trong những phút bù giờ của hiệp 2, trận giao hữu gặp Estonia, kết thúc với tỷ số 1-0 nghiêng về Estonia.

## Thống kê sự nghiệp

### Quốc tế
Tính đến 27 tháng 3 năm 2023
| Gibraltar | Gibraltar | Gibraltar |
| Năm       | Trận      | Bàn thắng |
| --------- | --------- | --------- |
| 2019      | 4         | 0         |
| 2020      | 4         | 0         |
| 2021      | 4         | 0         |
| 2022      | 8         | 0         |
| 2023      | 2         | 0         |
| Tổng cộng | 22        | 0         |